# Annette Müller-Spreitz
Annette Müller-Spreitz (* 1980 in Zwickau) ist eine deutsche Kunsthistorikerin, Provenzienzforscherin, Autorin und Publizistin.

## Leben
Annette Müller-Spreitz studierte an der Universität Leipzig Kunstgeschichte, Germanistik sowie Kommunikations- und Medienwissenschaft. Sie wirkte von 2004 bis 2007 am Forschungsprojekt „Historische Wahrnehmungsformen in Bild und Text“ des Germanistik-Instituts Leipzig mit. Ab 2006 war sie zuerst für die Kunstsammlung zur Leipziger Schule der Sparkasse Leipzig tätig, anschließend als Kunsthistorikerin für die Wismut GmbH Chemnitz.
2016 wurde sie zur Bildbetitelung in der DDR am Beispiel des Malers Wolfgang Mattheuer bei Frank Zöllner und Silke Horstkotte zum Dr. phil. promoviert. Ab 2016 war Müller-Spreitz am Zeitgeschichtlichen Forum Leipzig der Stiftung Haus der Geschichte der Bundesrepublik Deutschland angestellt. Sie publizierte zur Wismut-Kunst und zu Wolfgang Mattheuer.
Annette Müller-Spreitz ist seit 2019 für die Koordinierungsstelle Provenienzforschung beim Museumsverband Sachsen-Anhalt e. V. verantwortlich. In dieser Funktion erforscht sie deren Museumssammlungsbestände zu den drei Unrechtskontexten NS-Raubgut, koloniale Kontexte und Kulturgutentziehungen in SBZ/DDR. Sie hat elf Projekte in Zusammenarbeit mit Museen und dem Deutschen Zentrum Kulturgutverluste initiiert, beantragt, begleitet und einige davon inzwischen abgeschlossen.
Sie lebt mit Ehemann und Tochter in Leipzig.

## Engagement
Annette Müller-Spreitz ist Mitglied im Arbeitskreis Provenienzforschung e. V. und deren Arbeitsgruppe SBZ/DDR, in der Arbeitsgruppe Provenienzforschung der Konferenz der Museumsberatunggstellen in den Ländern (KMBL) und im Referent:innennetzwerk Provenienzforschung auf Länderebene. Dabei teilt sie Forschungsergebnisse, geht neuen Fragestellungen nach und entwickelt den methodischen Zuschnitt der Provenienzforschung weiter.

## Publikationen
- Anpassung und Autonomie – Die Bildtitel bei Wolfgang Mattheuer 1950 bis 1990. 387 S., Leipzig 2018, ISBN 978-3-96023-153-0.[6]

Beiträge in Publikationen (Auswahl)
- Werke aus der Wismut-Kunstsammlung. Serie mit 44 Porträts (Vorstellung jeweils eines Kunstwerks), veröffentlicht zwischen Juni 2010 und Dezember 2020 in Dialog – Zeitschrift der Wismut GmbH.[7]
- Der Kampf des Bildtitels: Beihilfe zu künstlerischer und persönlicher Autonomie. In: Arbeitstitel – Forum für Leipziger Promovierende,  Bd. 5, Heft 2, Leipzig 2013; Online-Publikation
- Die Wismut-Kunst. Alleinstellungsmerkmale. In: Die Kunstsammlung der Wismut – eine Bestandsaufnahme. Tagungsband, Hrsg. Wismut GmbH, Chemnitz 2015, S. 8–11
- Titel in Bewegung. Wie Mattheuers Bildnamen Deutungsräume eröffnen – eine sprachwissenschaftliche Untersuchung. In: Wolfgang Mattheuer. Bilder als Botschaft, Katalog der Ausstellung 02.07.–3.10.2017 Kunsthalle Rostock, hrsg. von Stefanie Michels. Leipzig: Edition Galerie Schwind, 2017, S. 23–31
- Seinerzeit allgegenwärtige Landmarken: Die Spitzkegelhalden der Wismut in der bildenden Kunst. In: Recycle – (Re)invent. Rezeptionswege von Byzanz bis in die Moderne, hrsg. von Julia Delith, Johannes Gebhardt, Daniela Roberts. Leipzig, 2021, S. 260–275
- Fremdes Eigentum. Entzogene Kunstwerke in Museen und die Erforschung ihrer Provenienzen. Publikation zum Fachtag Kulturgutenzug in Sachsen-Anhalt 1945-1990: Perspektiven der Aufarbeitung und der musealen Provenienzforschung am 20. Oktober 2022; zusammen mit Jan Scheunemann, Hrsg. Museumsverband Sachsen-Anhalt e. V., 2022, 17 Seiten.

## Verschiedenes
- Während der Tätigkeit für die Wismut GmbH ist es ihrer Initiative zu verdanken, dass das Wismut-Gebäude und deren Kunstsammlung zur Museumsnacht 2010 erstmals für die Öffentlichkeit geöffnet wurde.
- Auf sie geht die Initiative zum Projekt der Ausstellung „Hallenkunst – Urban Art“ sowie die Akquise von Fördernden zurück, die in der Markthalle Chemnitz vom 10. bis 12. Dezember 2010 24 Künstler auf 4.000 Quadratmeter Ausstellungsfläche zeigte und rund 5.000 Besucher anzog.
- Annette Müller-Spreitz kuratierte die von Margarete Schilling erstellte Wanderausstellung „Figürliche Ritzzeichnungen auf historischen Glocken aus dem 13. bis 15. Jahrhundert“, die vom 7. Juni bis 22. September 2015 in der Kirche Panitzsch stattfand.[8]